# Karl Wilhelm Naundorff

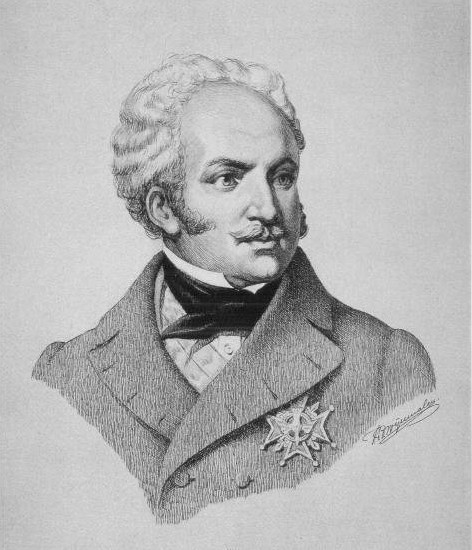
Karl Wilhelm Naundorff, 1845 rok

Karl Wilhelm Naundorff (ur. ok. 1785, zm. 1845) – niemiecki zegarmistrz, oszust podający się za królewicza Ludwika, syna Ludwika XVI.
Niejasności wokół śmierci następcy tronu w 1795 roku sprawiły, że pojawiło się wiele osób podających się za Ludwika. Naundorff twierdził, że grupa monarchistów odbiła go z więzienia, a okres wojen napoleońskich spędził w niewoli Napoleona, który miał go przetrzymywać w tajemnicy w kolejnych europejskich zamkach. Naundorff wykorzystywał jedną z popularniejszych wersji losów Ludwika, które krążyły we Francji od czasu rewolucji. Na jego niekorzyść przemawiała słaba znajomość języka francuskiego, jednak duża znajomość życia francuskiego dworu z czasem pozwoliła mu zyskać akceptację części rodziny zgilotynowanego króla. Naundorff wytoczył proces siostrze Ludwika XVI, która uznawała go za oszusta. Po przegranej został skazany na deportację do Wielkiej Brytanii. Zmarł w Holandii, najprawdopodobniej otruty.